# Cantanhede (Maranhão)
Pour les articles homonymes, voir Cantanhede.
Cantanhede est une municipalité brésilienne située dans l'État du Maranhão.